# Национална съдебна лаборатория за рибите и дивата природа
Националната изследователска лаборатория на рибите и дивата природа (на английски: „National Fish and Wildlife Forensics Laboratory“) е основана през 1988 г. в Ашлънд, Орегон, САЩ, с решение на Конгреса на САЩ. За нея Щатският колеж на Южен Орегон дарява земя от своя корпус.

## Мисия
Националната изследователска лаборатория на рибите и дивата природа в САЩ е единствената лаборатория в света, посветена на прилагането на закона за дивата природа. По договор, изследователската лаборатория е официалната лаборатория за извършени престъпления по договора CITES (Конвенцията за международна търговия със застрашени видове от дивата фауна и флора) и Групата за диви животни на Интерпол.
В декларацията на лабораторията се казва:
| „ | Нашата мисия е работа с други хора, с цел съхраняване, защита и подобряване на популациите но рибата, дивите животни, и растения, и техните местообитания в полза на американския народ | “ |

## Цел
За да се осъществи успешно съдебно дело към извършителите на престъпления срещу законите за защита на дивата природа трябва да има две основни предпоставки – свидетели на престъплението и веществени доказателства.
Основните цели на лабораторията е да се идентифицира вида или подвида на парчета, части или продукти от животно, за да се определи причините за смъртта му, като помогнат на служителите по охраната на дивата природа да определят, дали е настъпило нарушение на закона, да идентифицират и сравнят веществени доказателства, и да опитат за свържат заподозрените извършители и твърденията на свидетелите, с жертвата и местопрестъплението, като дадат на прокурорите достатъчно основания за внасяне на делото в съда.
Чрез осигуряването на надеждни и обосновани доказателства за работата на правоохранителните органи се постигат по-успешни разследвания и сериозните извършители могат да бъдат преследвани много по-успешно.

## Структура
В лабораторията работят 22 учени с 2 млн. годишен бюджет и до края на 2012 г. са разгледали около 20 000 случая. Директор е научният експерт по криминология на дивата природа и писател Кен Годард.
Членовете на лабораторията са оторизирани да извършват криминологични разследвания както техните колеги от лабораториите към полицията.
Лабораторният персонал на криминалистите е разделен на четири основни категории:
1. Разследване местопрестъплението
2. Определяне причината за смъртта
3. Анализ на видове и подвидове
4. Индивидуален анализ